# Aigle du meilleur montage
L'Aigle du meilleur montage (en polonais : Orzeł za najlepszy montaż) est une récompense cinématographique polonaise. 
C'est l'un des prix attribués chaque année depuis 1999 (pour les films sortis l'année précédente) par l'Académie du cinéma de Pologne dans le cadre des Aigles du cinéma polonais : Orły.
Seuls deux monteurs ont été récompensés à trois reprises Jarosław Kamiński (2004, 2013 et 2014) et Wanda Zeman (2000, 2006 et 2008).
Les monteurs ayant été le plus souvent nommé à ce prix sont Wanda Zeman, avec 10 nominations, suivi par Elżbieta Kurkowska, 8 nominations et Krzysztof Szpetmański, 7 nominations.

## Lauréats desAigles du cinéma polonaisdans la catégorie «Meilleur montage»
| Date        | Année                 | Monteur               | Titre du film                                                     |
| ----------- | --------------------- | --------------------- | ----------------------------------------------------------------- |
|             | 1re cérémonie en 1999 | Ewa Pakulska          | Historia kina w Popielawach                                       |
|             | 2e cérémonie en 2000  | Wanda Zeman           | Pan Tadeusz - Quand Napoléon traversait le Niémen                 |
|             | 3e cérémonie en 2001  | Marek Denys           | La vie est une maladie mortelle qui se transmet par voie sexuelle |
|             | 4e cérémonie en 2002  | Milenia Fiedler       | Weiser                                                            |
|             | 5e cérémonie en 2003  | Herve de Luze         | Le Pianiste                                                       |
|             | 6e cérémonie en 2004  | Jarosław Kamiński     | Żurek                                                             |
|             | 7e cérémonie en 2005  | Krzysztof Szpetmański | Mój Nikifor                                                       |
|             | 8e cérémonie en 2006  | Wanda Zeman           | Persona non grata                                                 |
|             | 9e cérémonie en 2007  | Ewa Smal              | Wszyscy jesteśmy Chrystusami                                      |
|             | 10e cérémonie en 2008 | Wanda Zeman           | Parę osób, mały czas                                              |
|             | 11e cérémonie en 2009 | Jacek Drosio          | 33 Scènes de la vie                                               |
|             | 12e cérémonie en 2010 | Paweł Laskowski       | Dom zły                                                           |
|             | 13e cérémonie en 2011 | Maciej Pawliński      | Essential Killing                                                 |
|             | 14e cérémonie en 2012 | Bartosz Pietras       | La Chambre des suicidés                                           |
| 4 mars 2013 | 15e cérémonie en 2013 | Jarosław Kamiński     | Jesteś Bogiem                                                     |
|             | 16e cérémonie en 2014 | Jarosław Kamiński     | Ida                                                               |